# Ferriz I de Liçana
Ferriz I de Liçana (? - ~1135 o 1136?) va ser un cavaller del llinatge aragonès dels Liçana. Segons la llegenda, fou un dels nobles revoltats que foren decapitats pel rei Ramir II d'Aragó a la Campana de Huesca. Lluità a la batalla d'Alcoraz (1096). Es desconeixen dades sobre els seus orígens familiars, així com sobre el seu matrimoni i descendents.